# پیتر ماورر
پیتر ماورر (انگلیسی: Peter Maurer؛ زادهٔ ۲۰ نوامبر ۱۹۵۶) دیپلمات و سیاستمدار اهل سوئیس است. در اول ژوئیه ۲۰۱۲ در سمت رئیس کمیته بین‌المللی صلیب سرخ (ICRC) منصوب شد.

## مناصب
در سال ۱۹۸۷، ماورر وارد سرویس امورخارجه سوئیس (اداره فدرال امور خارجه) شد، وی در شهرهای مختلف از جمله برن، پرتوریا آفریقای جنوبی و سپس در سال ۱۹۹۶ به عنوان معاون سفیر دائمی سوئیس در سازمان ملل در نیویورک منصوب شد؛ و در سال ۲۰۰۰، در موضع سفیر و رئیس بخش مسئول امنیت انسانی در مقر مرکزی وزارت امور خارجه سوئیس در برن قرار گرفت.
در سال ۲۰۰۴، به عنوان سفیر و نماینده دائمی سوئیس در سازمان ملل متحد در نیویورک منصوب شد. در این سمت، برای ادغام سوئیس، که اخیراً به سازمان ملل ملحق شده بود، و پیوستن به شبکه‌های چند جانبه تلاش کرد. در ژوئن ۲۰۰۹، در مجمع عمومی سازمان ملل متحد، ماورر به عنوان رئیس کمیته پنجم، و مسئول امور اداری و بودجه سازمان ملل انتخاب شد.
علاوه بر این، او رئیس هیئت بوروندی در کمیته صلح سازمان ملل متحد بود. در ماه ژانویه ۲۰۱۰، ماورر وزیر خارجه سوئیس شد، سمتی که تا زمان انتخاب وی به عنوان رئیس کمیته بین‌المللی صلیب سرخ (ICRC) خدمت کرد.
از سال ۲۰۱۲، ماورر ریاست کمیته جهانی صلیب سرخ جهانی را با یک افزایش بودجه تاریخی از ۱٫۱ میلیارد در سال ۲۰۱۱ به ۱٫۶ میلیارد در سال ۲۰۱۵ به دست گرفت.

## سایر فعالیت‌ها
- مجمع جهانی اقتصاد (WEF)، عضو هیئت مدیره (از سال ۲۰۱۴)[۵]
- مجمع جهانی اقتصاد (WEF)، معاون رئیس شورای جهانی آینده نظام بشردوستانه.[۶]

## زندگی شخصی
ماورر متأهل و پدر ۲ فرزند است.